# Cephalosporiopsis alpina
Cephalosporiopsis alpina är en svampart som först beskrevs av Peyronel, och fick sitt nu gällande namn av Peyronel 1915. Cephalosporiopsis alpina ingår i släktet Cephalosporiopsis, ordningen köttkärnsvampar, klassen Sordariomycetes, divisionen sporsäcksvampar och riket svampar.   Inga underarter finns listade i Catalogue of Life.